# Ivo Pauwels (auteur)
Ivo Pauwels (Wilrijk, 21 november 1950) is een Belgisch schrijver.

## Biografie
Ivo Pauwels was 20 jaar leraar. Daarna schreef hij talloze reportages en tuinbijdragen in binnen- en buitenlandse kranten en tijdschriften en sinds 1995 ongeveer 60 boeken over tuinieren, antiek, quilts, planten, kruiden, kleur, compost, diabetes mellitus, veilig barbecueën, houten bijgebouwen, kassen en serres, en biografieën van kunstenaars en architecten.
Voor een aantal van deze en andere natuurboeken tekende hij ook voor de fotografie. Een aantal van die boeken werden vertaald in het Engels, het Frans, het Duits, het Japans en het Afrikaans. Ook zijn columns worden gesmaakt. Hij werkte ook mee aan erotische en poëtische bloemlezingen.
Ivo Pauwels was 15 jaar lang hoofdredacteur van de tijdschriften Bloemen & Planten en Eden Magazine (tot 2016 De Tuinen van Eden/Les Jardins d’Eden), en een tiental jaar van het televisieprogramma Groene Vingers op VTM, waarin hij enkele jaren ook als specialist optrad. Zijn tuin in Zoersel staat in mei en juni open voor het publiek.
Ivo Pauwels is de Radio 2-tuinman en houdt frequent radiopraatjes waarin hij rechtstreeks vragen van luisteraars beantwoordt. Hij gaf tal van lezingen, onder meer omtrent rozen in de ons omringende landen en Thailand, Indonesië en Nieuw-Zeeland. Inspiratie doet hij op tijdens talrijke botanische reizen en expedities.
In 2006 kreeg hij in Osaka het World Federation of Rose Societies Literary Award voor zijn boek Louis Lens - De elegantie en de roos en in datzelfde jaar de Beervelde Award voor de fotografie van het boek Rozenraad.

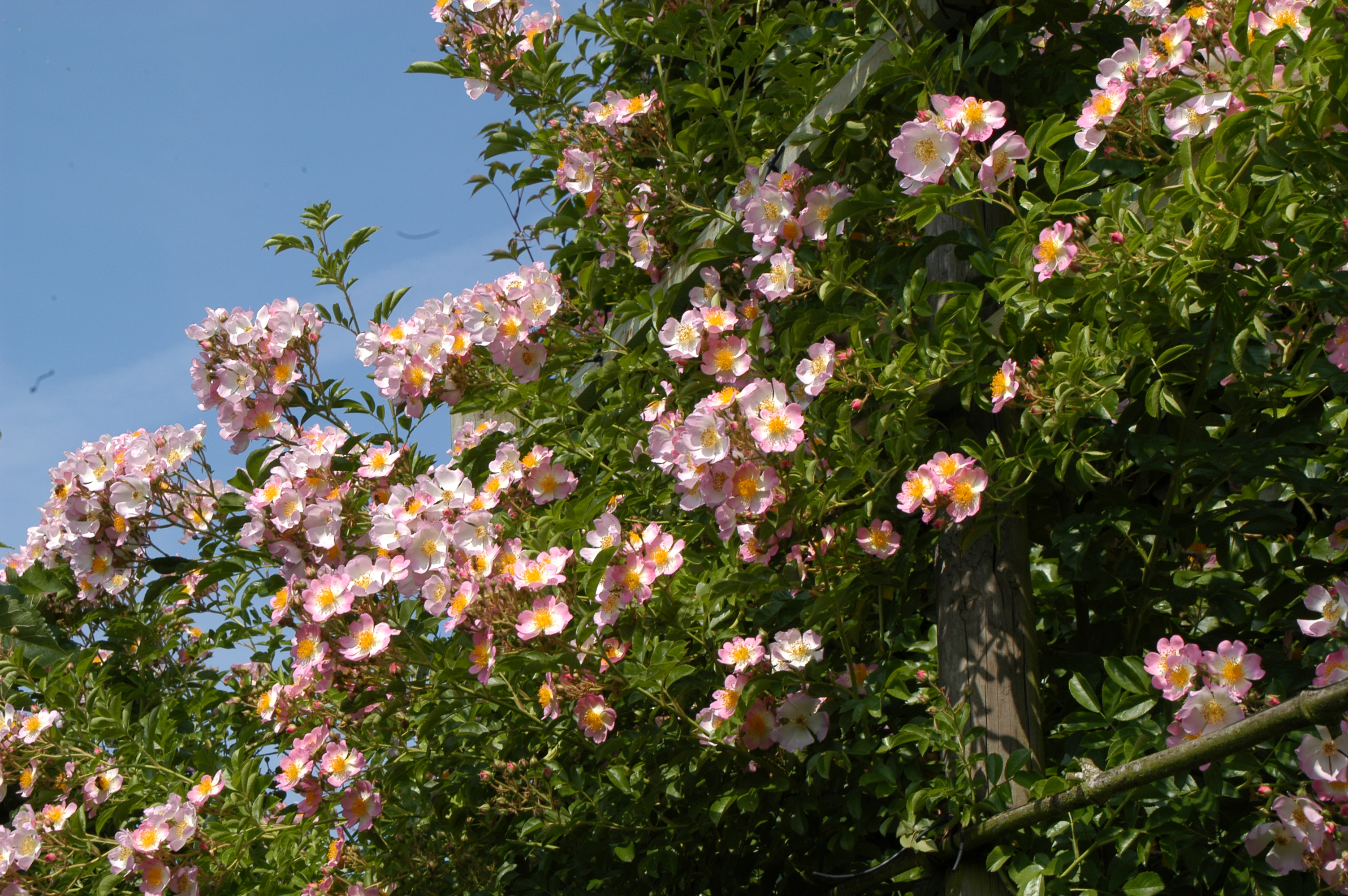
Rosa 'Ella Elisabeth' - een roos ontstaan in Ivo Pauwels' tuin
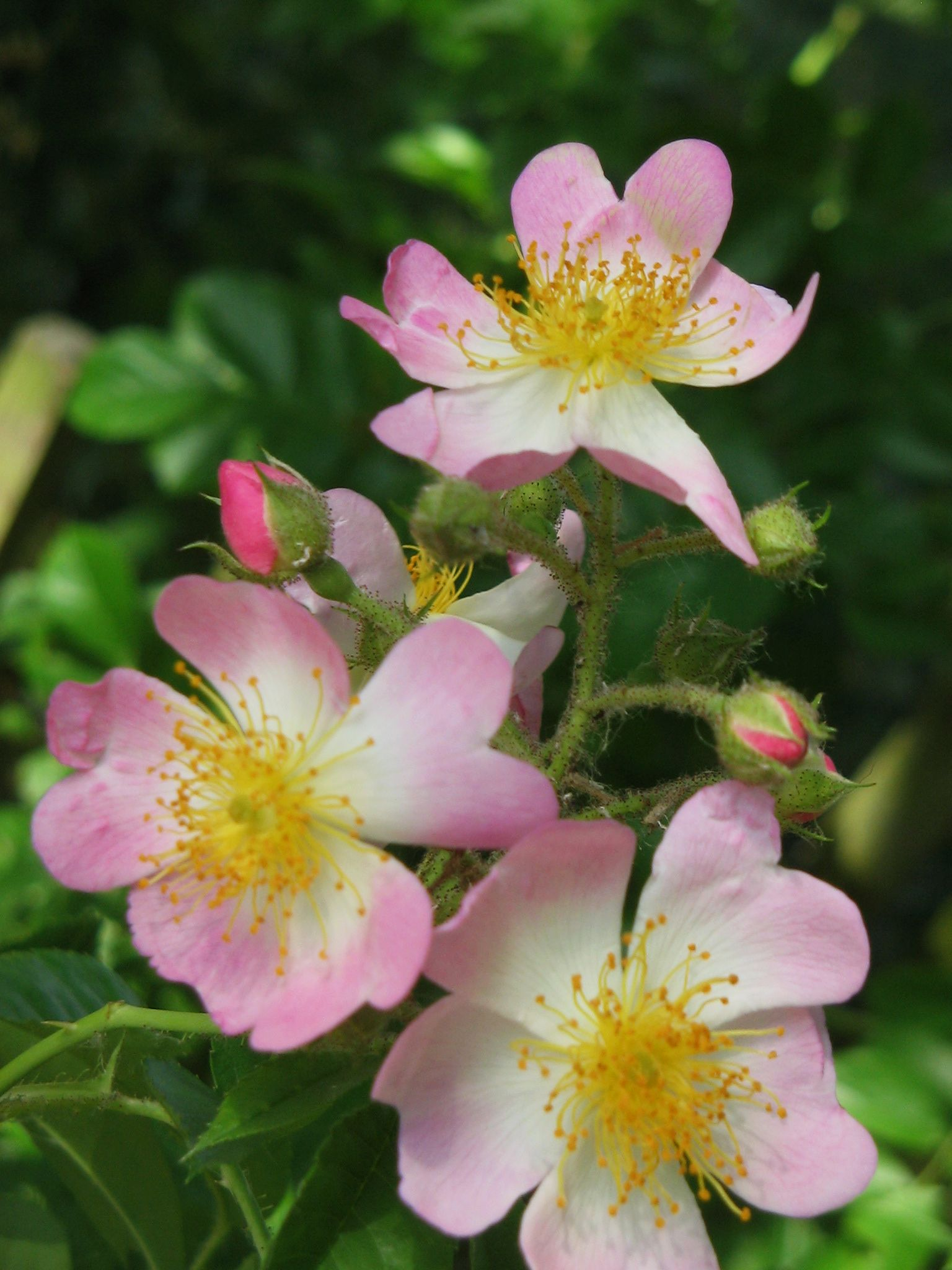
Rosa 'Ella Elisabeth' (detail)
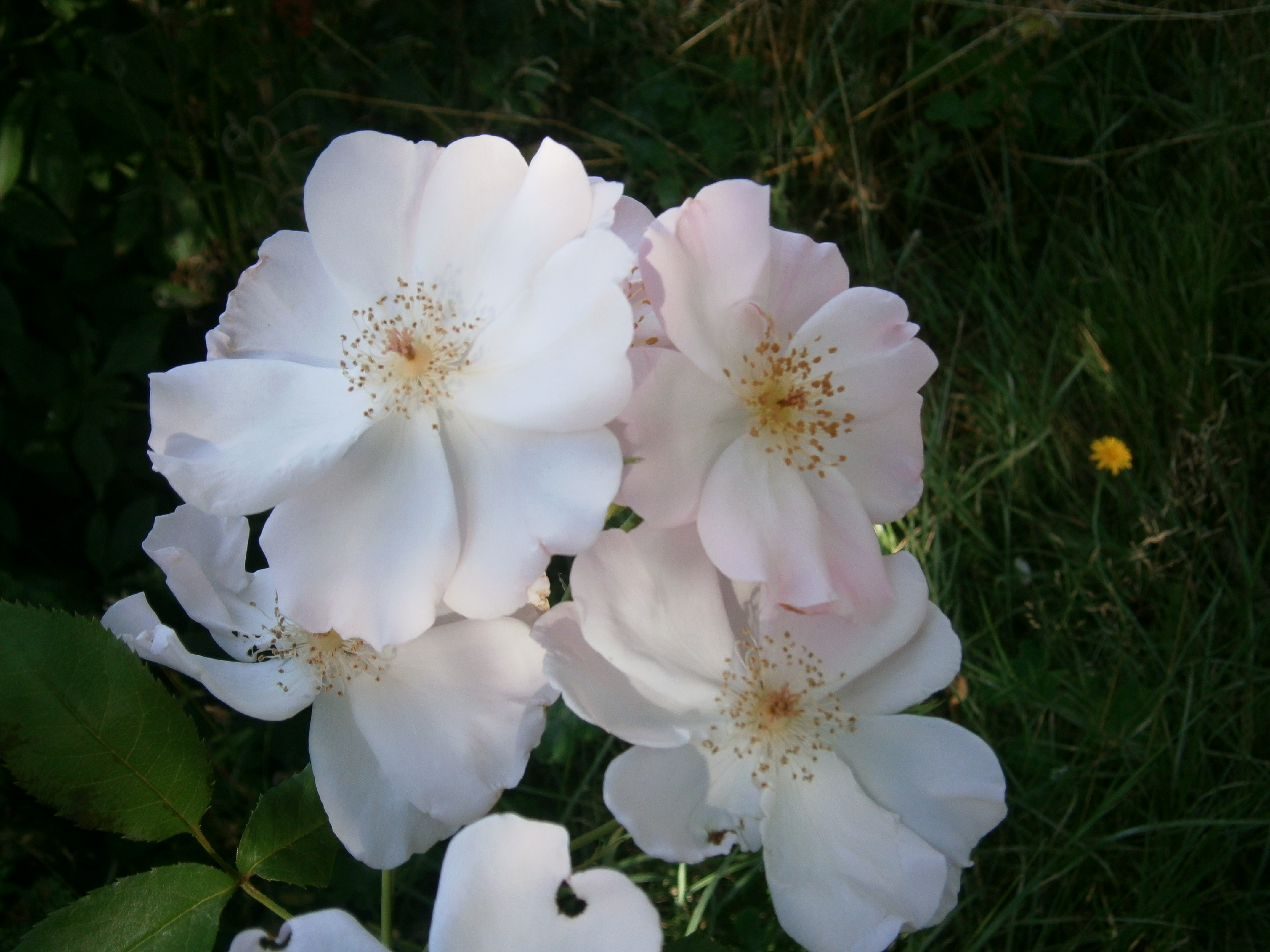
Rosa 'Lieve Louise' Een Lens roos genaamd naar Ivo's echtgenote
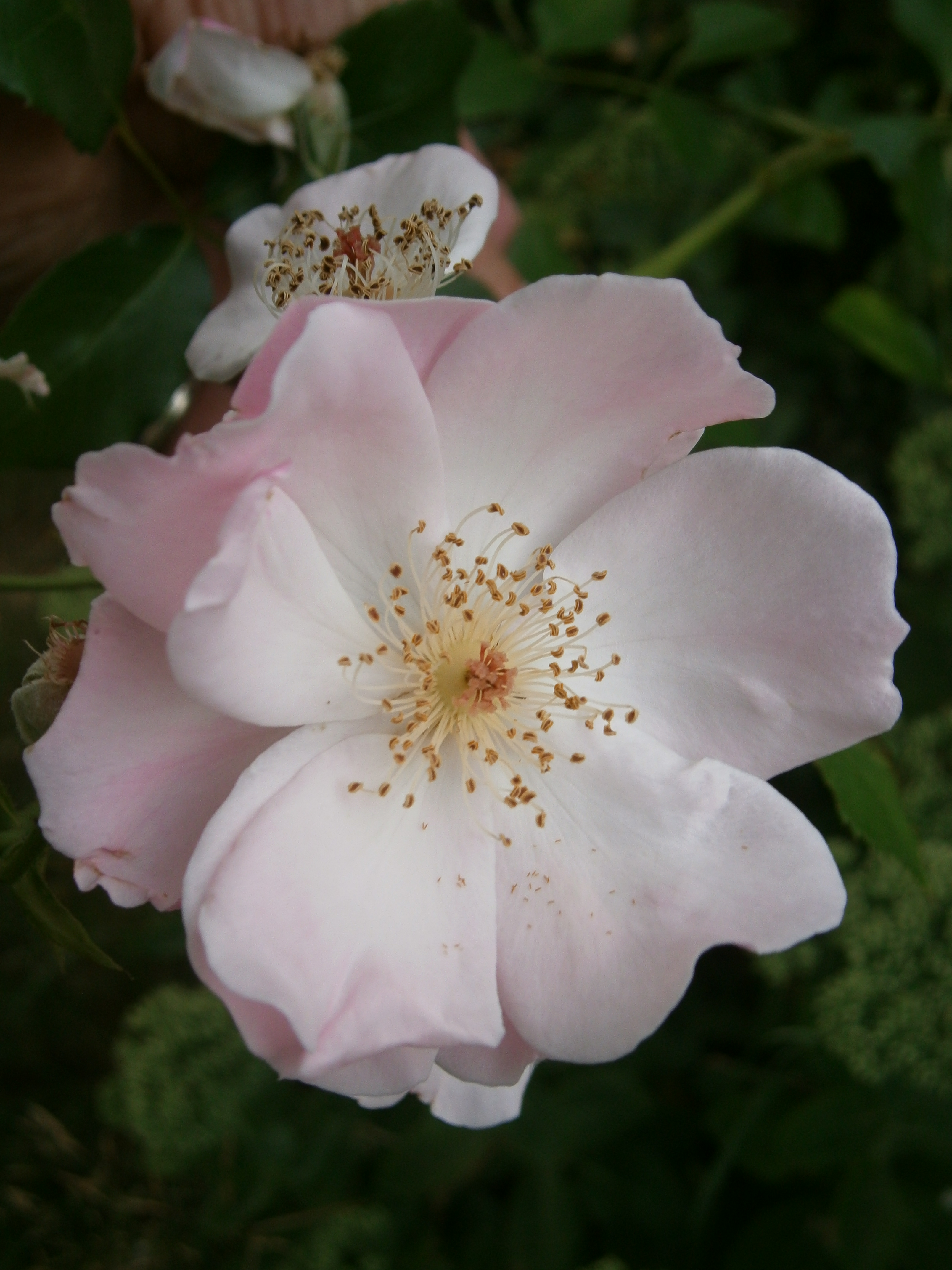
Rosa 'Lieve Louise' (close-up)
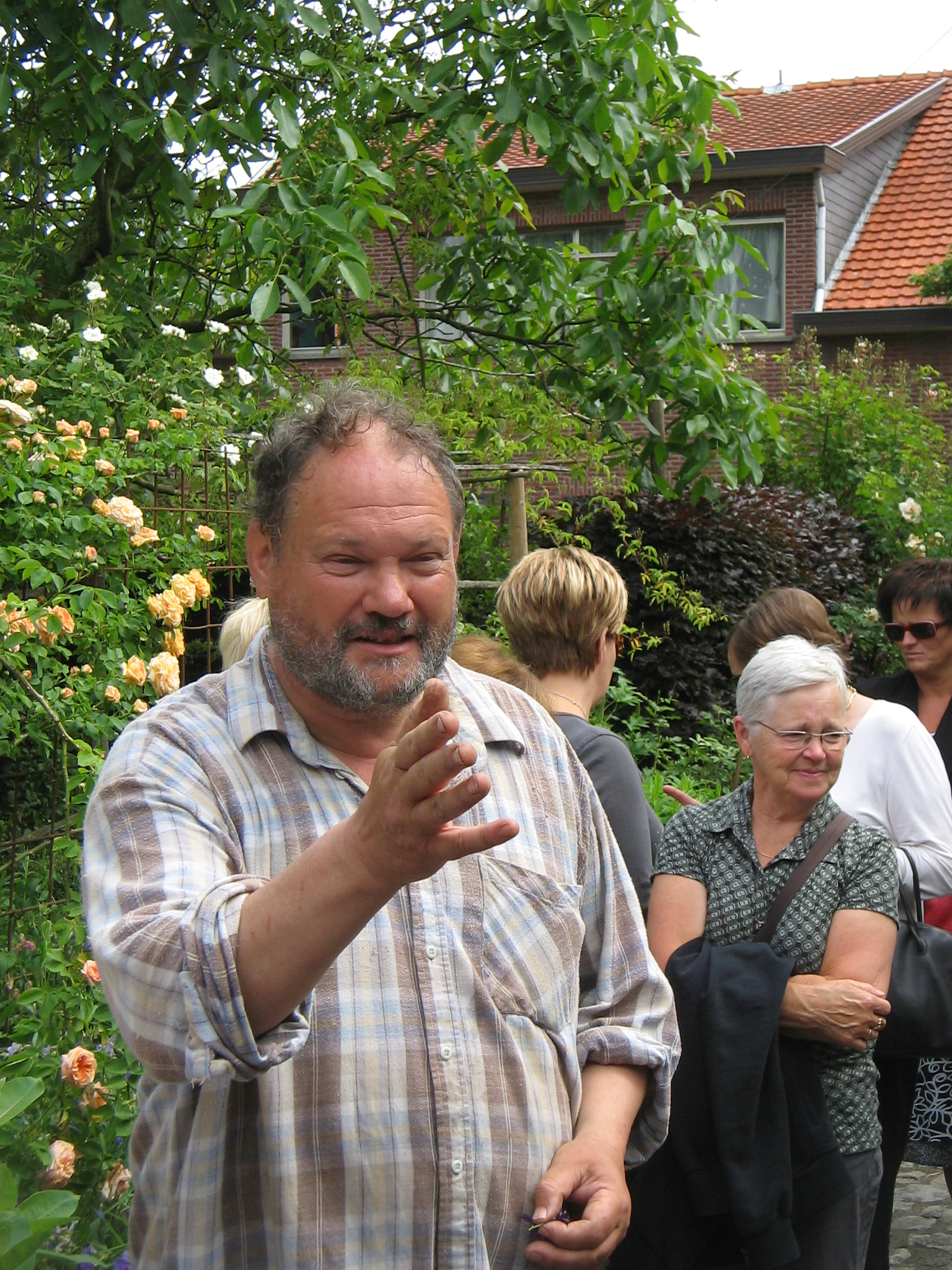
Ivo Pauwels gedurende zijn opentuindagen
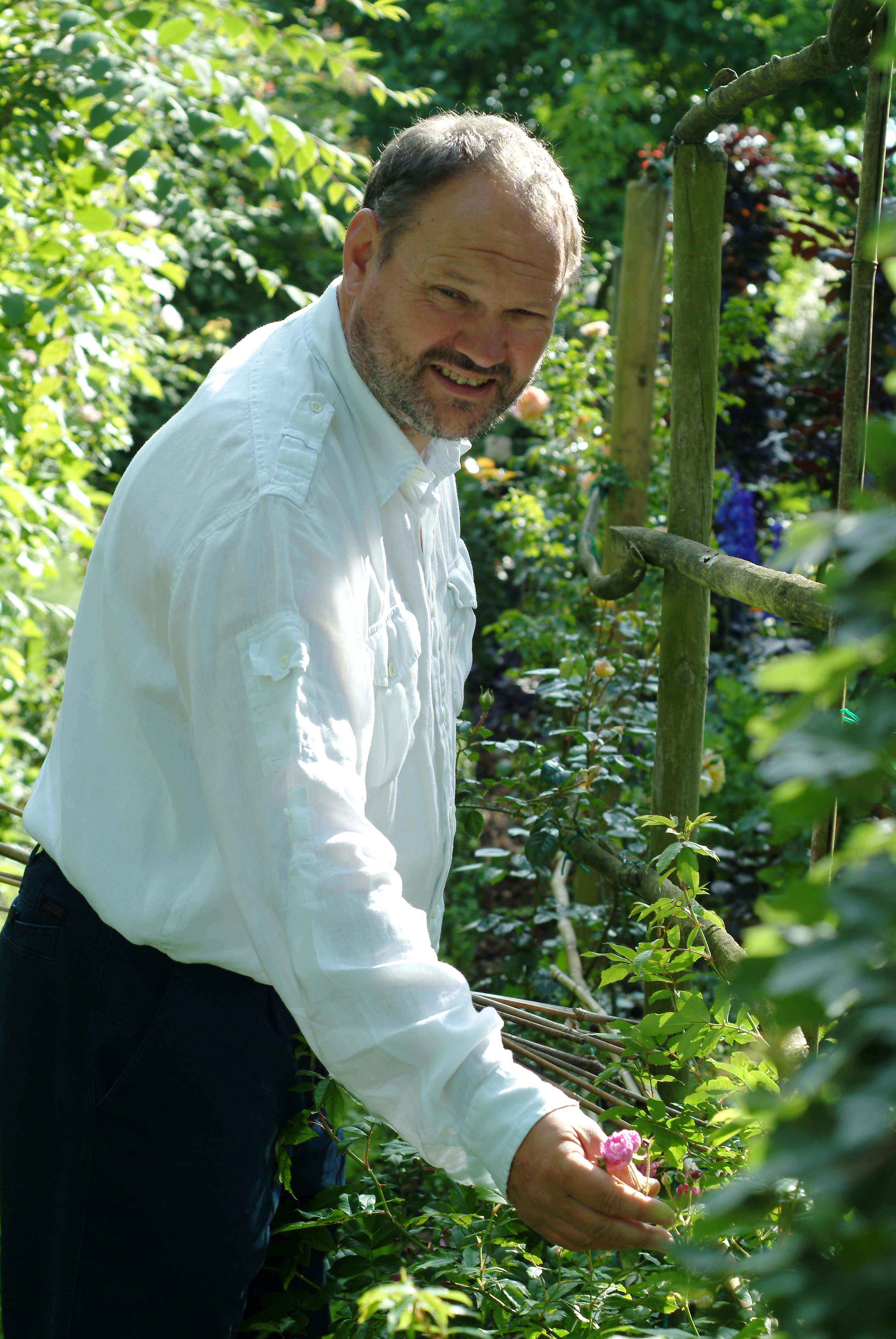
Ivo Pauwels op reportage